# Árvácska
Árvácska est un prénom hongrois féminin.

## Étymologie
Identique au mot hongrois árvácska « pensée des jardins », diminutif de árva « orphelin (laissé) seul » d'origine finno-ougrienne, probablement en tant qu'emprunt précoce à l'indo-européen (cf. latin orbus et grec ancien ὀρφανός orphanos « orphelin »).